# Rijkskleuren

Het Nederlandse Rijkswapen zoals dat van 1815 tot 1907 werd gevoerd

Met rijkskleuren wordt bedoeld een wapenschild uitgevoerd in azuur, met de stukken alle in goud, zoals in het Rijkswapen van het koninkrijk der Nederlanden. In België wordt deze combinatie aangeduid als Nassause kleuren.
Wanneer een overheidsinstantie in het begin van de negentiende eeuw een wapen aanvroeg en de kleuren niet specificeerde, werd na goedkeuring door de Hoge Raad van Adel dat wapen in deze kleurstelling verleend. Dit was niet altijd de bedoeling van de aanvrager.

## Voorbeelden
Onderstaande wapens zijn voorbeelden van voorstellingen die oorspronkelijk in andere kleuren werden weergegeven en die vanaf 1816 door het ontbreken van kleurspecificaties in rijkskleuren werden omgezet. Geen van onderstaande wapens is nog in gebruik. De provincie Noord-Brabant kent het grootste aantal wapens in rijkskleuren.

Wapen van Berlicum, bedoeling was een gouden schild beladen met een zwarte beer
Wapen van Nieuwpoort, originele kleuren waren onbekend.
Wapen van Ede, het boek had rood moeten zijn.
Wapen van Jisp, verschillende historische combinaties bekend.
Wapen van Ameide, had mogelijk rood met zilveren palen moeten zijn.

Ten tijde dat België nog bij het Verenigd Koninkrijk der Nederlanden hoorde heeft de Hoge Raad van Adel ook aan hedendaagse Belgische gemeenten een wapen in de rijkskleuren toegekend. In België wordt deze kleurencombinatie omschreven als de kleuren van Nassau. Onderstaande wapens zijn daar voorbeelden van. De wapens van Lommel en Zonhoven zijn uit deze selectie nog in ongewijzigde vorm in gebruik.

Het wapen van Maaseik
Het wapen van Sint-Truiden
Het wapen van Bilzen
Het wapen van Lommel
Het wapen van Zonhoven

adelaar · Agnus Dei · alliantiewapen · andreaskruis · ankerkruis · armoriaal · baldakijn · barensteel · Belgische leeuw · bezant · Bourgondisch kruis · brisure · cartouche · centaur · cordelière · dekkleed · dorpsvlag · dorpswapen· drieberg · dubbelkoppige adelaar · dwarsbalk · fleur de lis · fleuron · Friese adelaar · gaande leeuw · gecarteleerd · Gelderse leeuw · gepaald · gravenkroon · groot wapen · griffioen · hartschild · helmkroon · helmteken · heraldische kleur · herautstuk · hermelijn · hoed · Hollandse tuin · huismerk · Jeruzalemkruis · karbonkel · keizerskroon · keper · koek · kromstaf · kroon · krukkenkruis · kwartier · kwartileren · kwartierzoom · leeuw · markiezenkroon · merlet · molenijzer · motto · muurkroon · nassaublauw · natuurlijke kleur · Nederlandse leeuw · Nederlandse Maagd · ombrellino · ordeketen · palen · pentagram · pijlenbundel · raadselwapen · raaf · respectant · riddertoernooi · rijksbanier · rijkskleuren · rijksstandaard · rijkswapen · roos · Rudolfinische keizerskroon · Saksenros · Saladins Adelaar · scharlakenrood · schildhoofd · schildhouder · schildvoet · schildzoom · schoof · schuinbalk · schuinstreep sinister · sinister · sleutels van Petrus · socialistische heraldiek · sprekend wapen · stadskleuren · standaard · stedenmaagd · ster · tinctuur · vair · vermeerdering · vlag · vorstenhoed · vrijheidshoed · vrijkwartier · vrouwenwapen · wapen · wapenbelasting · Wapenboek Beyeren · Wapenboek Gelre · wapenbord · wapendiploma · wapendier · wapenkast · wapenkoning · wapenmantel · wapenrecht · wapenrol · wapenstier · wapentent · wassende en afnemende maan · Waterlandse zwaan · Westfriese boomwapens · wildeman · wolfsangel · wrong